# Dreta Navarra i Espanyola
Dreta Navarra i Espanyola (DNE) (Naparra ta Españico Escuñe en basc) va ser un partit polític espanyol d'extrema dreta, foralista i espanyolista de Navarra, creat en 2011 com a escissió del Partit Popular. Defensava la identitat espanyola de Navarra i els furs navarresos, i rebutjava la integració de Navarra a Euskadi i l'avortament. L'any 2015 es va integrar en Vox.

## Història
Dreta Navarra i Espanyola (DNE) va ser fundat per Nieves Ciprés, exregidora de l'Ajuntament de Pamplona i filla d'Ángel Ciprés Esparza, alcalde de Javier per l'UPN durant 28 anys i president honorífic del nou partit. Després de la ruptura entre UPN i el Partit Popular (PP), en 2009 Neus Ciprés va presentar la seva candidatura a la presidència del Partit Popular de Navarra, però aquesta va ser anul·lada per la comissió organitzadora. Després de perdre la demanda judicial que va interposar, va ser expulsada juntament amb altres onze membres del PP per les seves crítiques públiques a la direcció del partit a Navarra i la manera en la qual la formació havia desenvolupat el procés que va conduir a l'elecció de Santiago Cervera com a president. Finalment els expulsats van crear el seu propi partit de cara a les eleccions municipals de maig de 2011.

### Eleccions municipals de maig de 2011
En les eleccions municipals i les forals de maig de 2011, a més de presentar una llista al Parlament de Navarra, el partit es va presentar en els municipis de Leiza, Pamplona, Barañáin, Ablitas, Javier, Estella, San Adrián i Tudela. No obstant això, només van aconseguir representació en Leiza, on van aconseguir un regidor.

### Eleccions municipals parcials de novembre de 2011
En les eleccions generals de novembre 2011, DNE va presentar una llista al Senat en aliança amb Alternativa Espanyola (AES). No obstant això, va retirar la seva llista al Congrés amb l'objectiu d'ajuntar tot el vot de dretes en la candidatura UPN-PP i tractar d'evitar que Amaiur aconseguís representació.
En la mateixa data de les eleccions generals, van tenir lloc també eleccions locals en aquells municipis en què no hi havia hagut eleccions al maig per no haver-se presentat cap candidatura. La legislació electoral disposa que, en aquests casos, cal celebrar eleccions en el termini de sis mesos. DNE va ser l'única candidatura presentada en Garínoain i Luquin, la qual cosa va provocar que molts veïns feren una trucada per a votar en blanc. En Garínoain el candidat de DNE, Gonzalo Vicuña, va aconseguir l'alcaldia en superar el 5% dels vots exigits —en obtenir 18 vots enfront de 305 en blanc (94,4%) i sis nuls—; però no en Luquin, on DNE no va poder aconseguir el percentatge mínim de vot a causa del vot en blanc. Encara que cap integrant de la candidatura estigués empadronat en la localitat, la presidenta de DNE, Nieves Xiprer, va atribuir els resultats en Luquin al que va considerar «coacció abertzale».
En la nit electoral es van produir una sèrie d'incidents en Garínoain i la Policia Foral va haver d'escortar a Nieves Xiprer i quatre companys de partit, que estaven seguint l'escrutini. El 4 de desembre, uns 500 veïns es van manifestar en rebuig a l'alcaldia de DNE, a la qual van qualificar d'«usurpació política i oportunisme» en un comunicat en el qual van denunciar que DNE «es va presentar a última hora, sense donar opció als veïns de presentar una candidatura alternativa» i a més «no va realitzar cap campanya ni va donar a conèixer quines eren les seves propostes».
En Garínoain, l'alcalde hauria d'haver estat el primer de la llista de DNE, Gonzalo Vicuña, però aquest va renunciar a prendre possessió per les pressions i insults que rebia. El número dos, Javier Echarri Cabodevilla, va ser proclamat alcalde el 4 de gener de 2012. Després de la presa de possessió, el nou primer edil va declarar sentir-se «perfectament avalat» per ostentar l'alcaldia, malgrat el nodrit grup de persones concentrades enfront de l'ajuntament en protesta per la investidura. Quant a la resta d'edils, cap era veí del municipi i alguns eren madrilenys vinculats a la formació ultradretana Alternativa Espanyola (AES). No obstant això, Echarri va matisar que DNE no és un partit d'extrema dreta, sinó «de dretes, conservadors i cristians». La primera mesura que va prendre DNE va ser fer onejar en la balconada de l'ajuntament la bandera espanyola, la navarresa i la municipal, un fet que no ocorria des de feia 35 anys.

## Integració en Vox
El 24 de febrer de 2015 es va integrar en Vox, passant a denominar-se Vox Navarra i mantenint a Nieves Xiprer com a presidenta de la nova estructura organitzativa.